# 640 Broadway
640 Broadway (también conocida como 172 Crosby Street o 60-74 Bleecker Street) es una construcción neoclásica de 9 pisos ubicada en el distrito histórico NoHo del Lower Manhattan, Nueva York. Esta estructura actual reemplazó a un antiguo edificio que albergaba el Empire State Bank. Después de que un incendio destruyera el sitio en 1896, B. Lichtenstein, propietario de la propiedad desde 1886, encargó a los arquitectos alemanes Delemos & Cordes que reconstruyeran el lote. Conocido por su estilo Renaissance Revival y Classical Revival, Delemos & Cordes contribuyó con una serie de propiedades al Ladies Historic District, entre las que destacan los grandes almacenes Siegel-Cooper (1896-1898) y Adams Dry Good Store (1902). El equipo también es responsable del diseño de Macy's Herald Square, un espacio comercial emblemático en Midtown Manhattan.

## Arquitectura
La fachada de Broadway muestra una base de dos pisos con ventanales de esquina en el segundo piso, una entrada de piedra caliza que conduce a los pisos superiores con espejo de popa ovalado, una capucha denticulada y fenestración pareada, agrupada y arqueada en los pisos superiores. La ornamentación clásica, que incluye cartelas, triglifos, piedras angulares, arquitrabes moldeados y capiteles foliados adornan la fachada. 
La fachada de Bleecker Street muestra la misma base de ladrillo de dos pisos, fenestración empotrada, un marco de madera histórico y un tramo al oeste, similar a la fachada de Broadway. Este lado presenta pilares de ladrillo con estilizados capiteles de terracota, una escalera de incendios decorativa de hierro forjado y una cornisa de hierro galvanizado con corchetes. El lado de Crosby Street ofrece columnas de hierro fundido que sostienen dinteles decorativos a nivel del suelo, con relleno de bloques de concreto y puertas de metal.

## Historia
640 Broadway fue llamado Empire State Bank Building en honor al antiguo inquilino de la propiedad. La familia Lichtenstein mantuvo la propiedad hasta al menos 1909, y siguió siendo un sitio de uso mixto hasta 1976. En 1943, los propietarios presentaron un documento al Departamento de Edificios que indicaba que el sitio albergaba fabricantes de toallas, limpiacristales, sombrerería, guantes y calzado. En 1965, una peluquería ocupaba la planta baja y los pisos superiores eran utilizados por un fabricante de vestidos, botones e insignias y un cortador de telas. Una década más tarde, una prensa offset, distribuidora de alimentos y vitaminas, importadora y firma de diseño de interiores alquiló un espacio en el sitio.
En 2007, los pisos superiores se convirtieron en habitaciones para vivir y trabajar de 2 a 3 apartamentos por piso. Winhaven Group compró la propiedad en 2012 por 32,5 millones de dólares. En la actualidad, Swatch ocupa el nivel del suelo principal y los pisos superiores ofrecen unidades residenciales de lujo.